# Шалкенбах
Шалкенбах (њем. Schalkenbach) општина је у њемачкој савезној држави Рајна-Палатинат. Једно је од 74 општинска средишта округа Арвајлер. Према процјени из 2010. у општини је живјело 841 становника. Посједује регионалну шифру (AGS) 7131073.

## Географски и демографски подаци
Шалкенбах се налази у савезној држави Рајна-Палатинат у округу Арвајлер. Општина се налази на надморској висини од 278 метара. Површина општине износи 10,3 km². У самом мјесту је, према процјени из 2010. године, живјело 841 становника. Просјечна густина становништва износи 82 становника/km².